# شهريار بن كنارا
شهريار بن كنارا هو ابن النبيل الفارسي كنارا، و كان قائد عسكري قاتل ضد المسلمين أثناء الفتح الإسلامي لفارس. قُتل في معركة القادسية على يد سلمان بن ربيعة الباهلي.